# Amris (musikgrupp)
Amris är en duo från Köping i Västmanland i Sverige inom dansbandsgenren, bildad 1972, bestående av Sven-Åke "Amris" Andersson och Gunilla Dahlman. Bandet medverkade i Café Norrköping den 15 oktober 1996.

## Diskografi
Album
- För dej och mej[2], Moondisc – MLP 4402- 1975
- Låt ett frö gro - 1979
- Origa[3], MusiCant MULP 8611 - 1986
- Längtans labyrinter[4], Egen etikett AMR CD 102 - 1992
- Amris i underlandet - 1993
- Svensk grabbar, kom å rulla i mitt rullande hus, Egen etikett AMR CD 107 - 1996
- Swing It[5], Egen etikett AMS 112 CD - 2000
- A wonderful feeling - 2014

Singlar
- Vi sitter tillsammans/Sången för dej och mej[6], SP 5029 - 1972
- Welcome to Sweden[7], MusiCant Records MUS 8302 - 1983
- Ska ba gå te hon ba / En så'n man[8], MusiCant Records MUS 8808 - 1988
- Mitt Samarkand / Flicka från Backafall[9], Pro Records PROS-891 - 1989
- På halva vägen / Mousaka (Recept)[10], Pro Records PROS-901  - 1990
- Hela mitt liv / Ballongen[11], Egen etikett AMR CD 101 - 1991
- Herrskap & tjänstefolk / Astrologi[12] Egen etikett AMR CD 103 - 1993
- Simsala bim / Tårar från Månen - 1994
- Här i huset / Då e de' sommar[13], Egen etikett AMR CD 106 - 1995
- Vad ska vi göra med Svea / Länge leve 40-talister[14], Egen etikett AMR CD 108 - 1997
- Leve kärleken / Den lever[15], Egen etikett AMR CD 109 - 1998
- Mitt hjärta dansar[16], Egen etikett AMR CD 110 - 1998
- Den yngsta dagen / Långt, långt, långt, långt in på 20 hundra[17], Egen etikett AMR CD 111  - 1999

## Melodier på Svensktoppen
- Kom å rulla i mitt rullande hus - 1996 (låg 15 veckor på Svensktoppen)[18]
- Mitt hjärta dansar - 1999
- Den yngsta dagen - 2000